# Western Hunter-Gatherer
Trong cổ di truyền học, Western Hunter-Gatherer (WHG), West European Hunter-Gatherer, Western European Hunter-Gatherer, cụm Villabruna, hay cụm Oberkassel (k. 15.000~5.000 BP) là các thuật ngữ được dùng để chỉ một thành phẩn tổ tiên đặc trưng của người châu Âu hiện nay, đại diện cho hậu duệ của một quần thể săn bắt-hái lượm thời đại đồ đá giữa từng phân bố khắp Tây, Nam và Trung Âu, trải dài từ Quần đảo Anh ở phía tây cho tới bồn địa Pannonia ở phía đông, theo sau sự triệt thoái của các tấm băng thời kỳ Cực đại băng hà cuối cùng.
Bên cạnh Scandinavian Hunter-Gatherer (SHG) và Eastern Hunter-Gatherer (EHG), WHG cấu thành một trong ba nhóm di truyền chính thời kỳ hậu băng hà của châu Âu vào đầu thế Toàn Tân. Ranh giới cách ly WHG và EHG chạy dọc từ hạ lưu sông Danube, lên bắc men theo các khu rừng tây ngạn Dnieper cho tới bờ tây của biển Baltic.